# TRUE LOVERS
『TRUE LOVERS』（トゥルー・ラバーズ）は、日本のシンガーソングライター・加藤ミリヤの6枚目のオリジナル・アルバム。2012年11月21日にSony Music Records内のレーベルMASTERSIX FOUNDATIONから発売された。

## 概要
オリジナルアルバムとしては『HEAVEN』から2年振りの発売となる。ベストアルバム『M BEST』以降に発売されたシングル4曲を含む全14曲が収録。なお、4曲のシングルのうち、18枚目のシングル『勇者たち』は『M BEST』にも収録されている。また、4枚目のアルバム『Ring』以来となる、カップリング曲が一切収録されていない。
初回生産限定盤と通常盤の2タイプでの発売で、初回生産限定盤にはミュージック・ビデオとスペシャル映像を収録したDVDが付属し、オリジナル限定ジャケット（初回仕様とは写真の内容が異なる）の三方背BOX仕様となっている。なお、初回生産限定盤に限っては現在、入手困難となっている。
このアルバムを携えて、全国ツアー「加藤ミリヤ TRUE LOVERS TOUR 2013」を開催した。

## 収録曲

### CD
1. HEART BEAT (5:42)
作詞：Miliyah / 作曲：Miliyah、MANABOON / 編曲：Mitsunori Ikeda、Miliyah（コーラスアレンジ）、MANABOON（コーラスアレンジ）
  - 24thシングル
  - コカ・コーラロンドンオリンピック2012キャンペーンソング
2. 今夜はブギー・バック feat.清水翔太&SHUN (5:55)
作詞・作曲：Kenji Ozawa、BOSE、ANI、SHINCO / 編曲：Kenji Ozawa
  - カバーソングとしては初のリード曲
  - 「小沢健二&スチャダラパー」名義で発表された楽曲『今夜はブギー・バック』の カバー曲 (音源は「nice vocal」)。
  - 清水翔太名義のカバーアルバム『MELODY』にも収録されている。
3. LOVERS partII feat.若旦那 (6:41)
作詞・作曲：Miliyah、若旦那 from 湘南乃風 / 編曲：3rd Productions、Yujiro Goto（ストリングスアレンジ）
  - 25thシングル
4. 眠れぬ夜のせいで (5:03)
作詞・作曲・編曲：Miliyah（コーラスアレンジ）
5. True (5:05)
作詞・作曲：Miliyah / 編曲：Yujiro Goto（ストリングスアレンジ）、Miliyah（コーラスアレンジ）
6. With U (4:52)
作詞・作曲・編曲：Miliyah（コーラスアレンジ）
7. Baby Love (4:02)
作詞・作曲・編曲：Miliyah（コーラスアレンジ）
8. Heartbreaker (5:34)
作詞・作曲・編曲：Miliyah（コーラスアレンジ）
9. AIAIAI (4:30)
作詞・作曲・編曲：Miliyah（コーラスアレンジ）
  - 23rdシングル
  - 海外ドラマ『THE FIRM ザ・ファーム 法律事務所』エンディングテーマ
10. All I Want Is You (3:50)
作詞・作曲：Miliyah / 編曲：ZETTON、Miliyah（コーラスアレンジ）
11. ROMAN (Album ver.) (4:35)
作詞・作曲：Miliyah / 編曲：Yujiro Goto（ストリングスアレンジ）、Miliyah（コーラスアレンジ）
  - 22ndシングルアルバムヴァージョン
  - テレビ東京系「DANCE@TV」オープニングテーマ
12. 愛しい人 (4:53)
作詞・作曲・編曲：Miliyah（コーラスアレンジ）
13. 勇者たち (6:16)
作詞・作曲：Miliyah / 編曲：Yujiro Goto（ストリングスアレンジ）、Miliyah（コーラスアレンジ）
  - 19thシングル
  - 日本テレビ系「ハッピーMusic」オープニングテーマ
  - テレビ東京系「DANCE@TV」オープニングテーマ
  - ベストアルバム『M BEST』にも収録されている。
14. UGLY (5:11)
作詞・作曲・編曲：Miliyah（コーラスアレンジ）

### 初回生産限定盤DVD
| #  | タイトル                     | 作詞 | 作曲・編曲 | 監督 |
| -- | ---------------------------- | ---- | ---------- | ---- |
| 1. | 「勇者たち」                 |      |            |      |
| 2. | 「DESIRE」                   |      |            |      |
| 3. | 「BABY!BABY!BABY!」          |      |            |      |
| 4. | 「ROMAN」                    |      |            |      |
| 5. | 「AIAIAI」                   |      |            |      |
| 6. | 「HEART BEAT」               |      |            |      |
| 7. | 「LOVERS partⅡ feat.若旦那」 |      |            |      |

| #  | タイトル                                  | 作詞 | 作曲・編曲 | 監督 |
| -- | ----------------------------------------- | ---- | ---------- | ---- |
| 1. | 「Countdown Movie-WHAT IS YOUR "ROMAN"?」 |      |            |      |
| 2. | 「HEART BEAT Teaser Movie」               |      |            |      |
| 3. | 「M BEST TOUR 2011 Teaser Movie」         |      |            |      |